# 蕭觀音

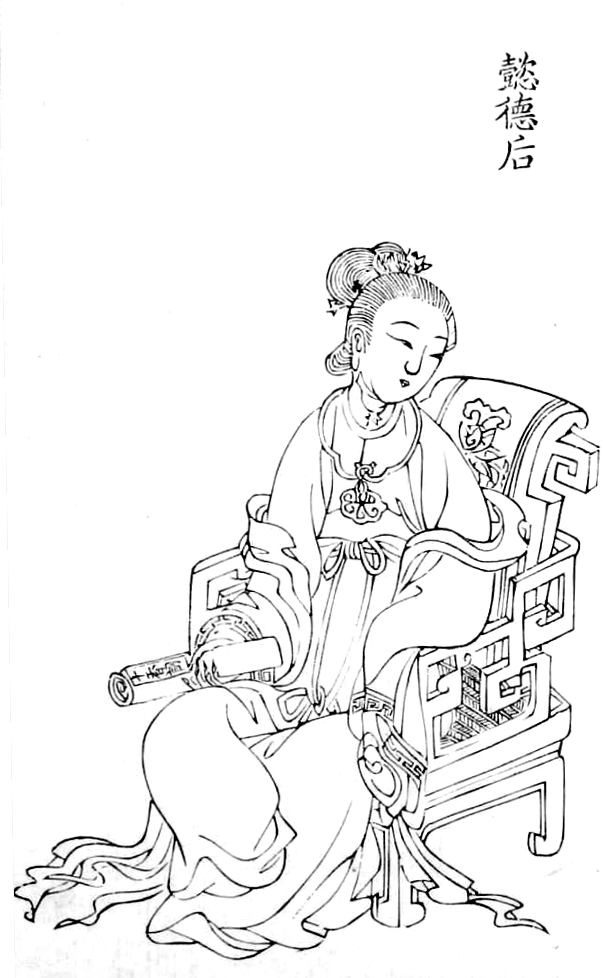
萧观音像，出自《百美新咏图传》

宣懿皇后萧观音（1040年—1075年），辽道宗耶律洪基第一任皇后，父萧惠（应为萧孝惠）為辽兴宗的舅舅，母亲是耶律槊古，耶律濬、耶律撒葛只、耶律纠里、耶律特里生母。
萧观音常常自制歌词，精通诗词、音律，善于谈论。她弹得一手好琵琶，称为当时第一。曾作《伏虎林应制》诗、《君臣同志华夷同风应制》诗等，被道宗誉为女中才子。重熙（1032年—1055年）年间，被燕赵国王耶律洪基纳为妃，萧观音生下一個兒子耶律濬，之後萧观音生下三個女兒耶律撒葛只、耶律纠里、耶律特里。清宁元年（1055年）十二月立为皇后，尊号懿德皇后。皇太叔耶律重元妻，艳冶自矜，萧观音告诫她说：“为贵家妇，何必如此！”
后来，由于谏猎秋山被皇帝疏远，作《回心院》词十首，抒发幽怨怅惘之情。大康元年（1075年）十一月，契丹宰相耶律乙辛、漢宰相張孝傑、宫婢单登、教坊朱顶鹤等人向辽道宗进《十香词》指控蕭后和伶官赵惟一私通。萧观音被道宗赐死，其尸送回萧家。
乾统元年（1101年）六月，孙子天祚帝追谥祖母蕭觀音为宣懿皇后，葬于庆陵。其契丹文壙誌現藏於遼寧省博物館。

## 作品
萧观音的诗文全载于王鼎所撰《焚椒录》中。
萧观音传世之作以《回心院》最为有名。
- 其五：
剔银灯，须知一样明。偏是君来生彩晕，对妾故作青荧荧。剔银灯，待君行。

- 其十：
张鸣筝，恰恰语娇莺。一从弹作房中曲，常和窗前风雨声。张鸣筝，待君听。

 
《怀古》诗

宫中只数赵家妆，败雨残云误汉王。惟有知情一片月，曾窥飞燕入昭阳。

## 影视形象
曾慧云在1997年电视剧《天龙八部》中饰演萧观音。